# Карлос Прио
Карлос Мануел Прио Сокарас (на испански: Carlos Manuel Prío Socarrás) е кубински политик. Той е президент на Куба от 1948 г., до свалянето си от власт чрез военен преврат на Фулхенсио Батиста на 10 март 1952 г., три месеца преди новите избори.
Прио е първият президент, роден в независима Куба и последният, спечелил поста си чрез всеобщи, оспорвани избори. Той заминава в изгнание в Съединените щати, където живее 25 години до смъртта си.

## Кариера
През 1940 г. Прио е избран за сенатор на провинция Пинар дел Рио. Четири години по-късно Рамон Грау става президент, а по време на администрацията му Прио редува министър на обществените работи, министър на труда и министър-председател. На 1 юли 1948 г. е избран за президент на Куба. Прио е подпомогнат от началника на въоръжените сили генерал Дженобебо Перес Дамера и полковник Хосе Луис Чинеа Карденас, който преди това отговаря за провинция Санта Клара.
Прио, наричан el Presidente Cordial („сърдечният президент“), се ангажира с правило, белязано от вежливост, главно в зачитането на свободата на изразяване. Няколко проекта за благоустройство и създаването на Национална банка са сред неговите успехи.
Въпреки това насилието сред политическите фракции в редиците на правителството помрачават мандата на Прио. Администрацията на Прио все повече започва да се възприема от обществеността като неефективна пред лицето на насилието и корупцията, подобно на администрацията на Грау преди нея.
С изборите, насрочени за средата на 1952 г. се появяват слухове за планиран военен преврат от дългосрочния кандидат за президент Фулхенсио Батиста. Прио не взима никакви мерки. На 10 март 1952 г. Батиста и неговите войски превземат военни и полицейски командвания в цялата страна и окупират големи радио и телевизионни станции. Батиста поема властта, когато Прио, който не успява да окаже съпротива се качва на самолет и бяга в изгнание.

## Личен живот
Прио първо се жени за Инес Джорджина (Джина) Карел Педроса и имат една дъщеря, Росио Гуадалупе Прио-Карел. Той се жени за Мария Долорес „Мери“ Тареро-Серано (1924-2010) на 17 юни 1945 г. в параклиса на президентския дворец и имат две дъщери, Мария Антонета Прио-Тареро (омъжена за Сезар Одио, бивш градски управител на град Маями) и Мария Елена Прио-Тареро (бивш председател на Демократическата партия на Флорида). Той също така има две признати деца с бившата си любовница, Селия Роса Тусет Масфера: Карлос Прио-Тусет, архитект и Родолфо (Руди) Прио-Тусет.
Прио се самоубива с огнестрелен изстрел в гърдите на 5 април 1977 г. в Маями Бийч, Флорида, на 73-годишна възраст. Той и съпругата му Мери са погребани в гробището и мавзолея "Woodlawn Park" (сега "Caballero Rivero Woodlawn North Park Cemetery and Mausoleum") в Маями, Флорида.